# Musée du Design de Barcelone
Le Musée du Design de Barcelone (en catalan : Museu del Disseny de Barcelona) est un musée inauguré en décembre 2014 et qui dépend de l'Institut de la Culture de Barcelone. Il résulte de l'intégration des collections des Musée des Arts Décoratifs, celui de la céramique, du textile et du Cabinet des Arts Graphiques.

## Présentation
Le musée est situé dans le bâtiment Disseny Hub Barcelona, Plaça de les Glòries Catalanes, qu'il partage avec le Foment de les Arts i del Disseny (FAD) et le Barcelona Centre de Disseny (BCD), deux institutions pionnières dans la promotion et le développement du design en Catalogne.
Le bâtiment, signé par les architectes Josep Martorell, Oriol Bohigas et David Mackay, jouxte la Tour Glòries de Jean Nouvel.
Le musée est dirigé de 2012 à 2022 par l'historienne de l'art Pilar Vélez Vicente.

## Collections
L'institution conserve notamment les collections de la modiste française Caroline Montagne Roux, amie et formatrice de Jeanne Lanvin, de la styliste barcelonaise Ana Renaud dite Madame Renaud, ainsi que certaines pièces de Manuel Rocamora i Vidal, connu pour les collections d'art qu'il a rassemblées durant sa vie et qu'il a léguées aux institutions culturelles catalanes.

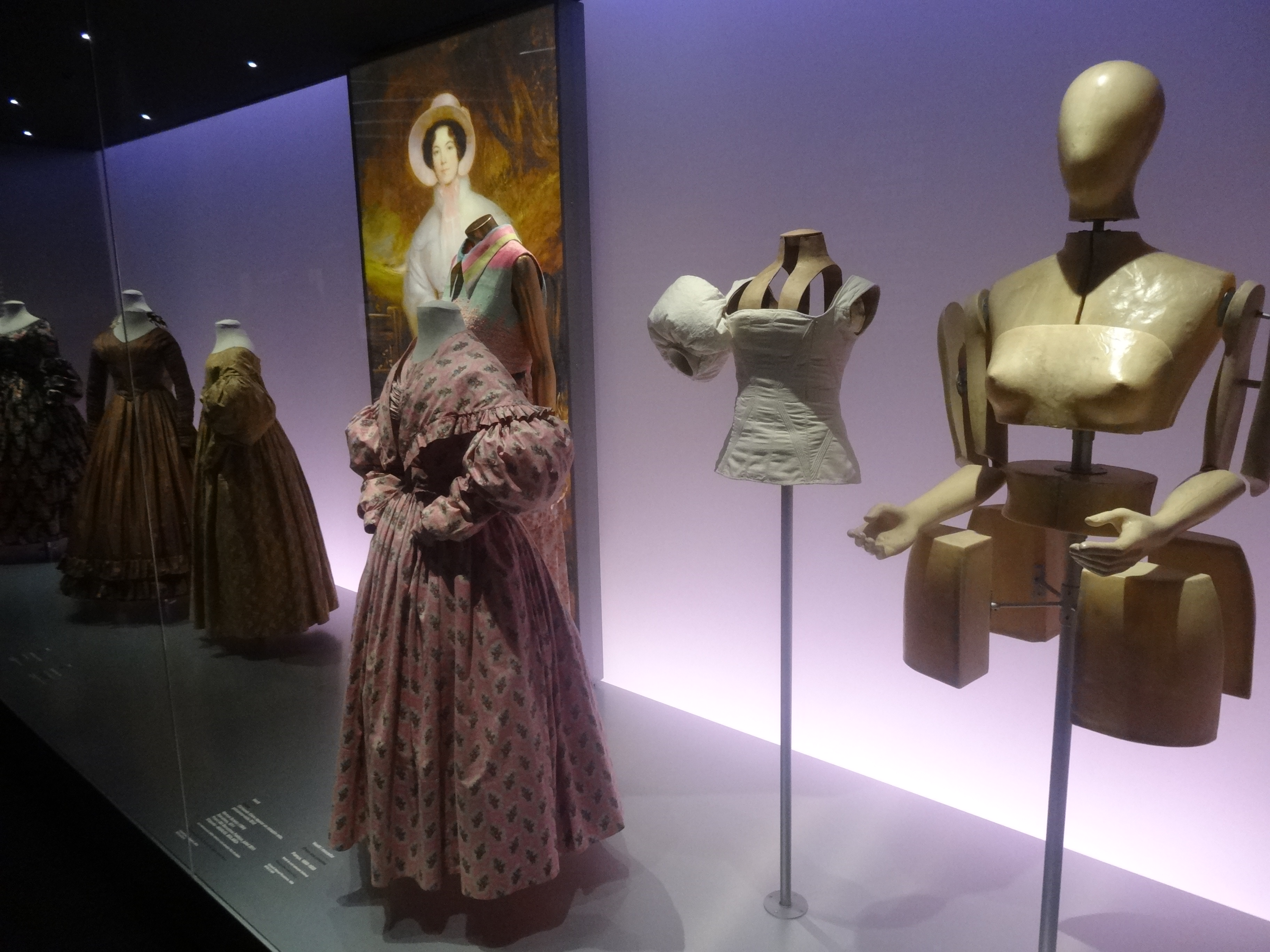
L'exposition Dressing the body au 3e étage du musée, présente notamment des œuvres de la styliste Caroline Montagne Roux.